# ARA Hércules (B-52)
ARA Hércules (B-52) (D-28, D-1) — бывший эскадренный миноносец типа 42 ВМС Аргентины, позже перестроенный в быстроходный десантный транспорт. Назван в честь фрегата аргентинского адмирала Гильермо (Уильяма) Брауна.

## История строительства
В 1970-х между Аргентиной и Чили вновь усилились трения по поводу принадлежности южных островов. В этих условиях обе страны начали усиление своих вооружённых сил. 18 мая 1970 года правительство Аргентины заключило контракт с фирмой «Виккерс-Армстронг», предусматривавший постройку одного корабля («Эркулес») в Англии и еще одного («Сантисима Тринидад») — по лицензии в Аргентине, для замены в составе флота эсминцев времён Второй мировой войны.

## Служба
С ухудшением в 1978 году аргентино-чилийских отношений и предполагаемым началом операции «Суверенитет» корабль был переведён из базы на юг.
В 1982 году «Эркулес» участвовал в Фолклендской войне, входил в оперативное соединение 79.1 во главе с авианосцем «Вейнтисинко де Майо», которое прикрывало спорные острова с севера.
По окончании войны британское эмбарго на поставку оружия и комплектующих в Аргентину сделало невозможным покупку запасных частей для кораблей типа 42 в составе национального флота. Рассматривались возможности продажи эсминцев Турции. В 1989 году «Сантисима Тринидад» стал на прикол и постепенно разбирался на запчасти для «Эркулеса».
После модернизации 1999—2000-х гг. на чилийской верфи, переведён в класс быстроходных десантных кораблей, и получил бортовой номер B-52.